# Monnetier-Mornex
Monnetier-Mornex är en kommun i departementet Haute-Savoie i regionen Auvergne-Rhône-Alpes i sydöstra Frankrike. Kommunen ligger i kantonen Reignier-Ésery som tillhör arrondissementet Saint-Julien-en-Genevois. År 2022 hade Monnetier-Mornex 2 333 invånare.

## Befolkningsutveckling
Antalet invånare i kommunen Monnetier-Mornex
| Referens: INSEE |